# 巻田清一
巻田 清一（まきた せいいち、1968年7月11日 - ）は東京都出身の元サッカー選手、サッカー指導者。

## 来歴
帝京高等学校ではサッカー部に所属し、第63回全国高等学校サッカー選手権大会では1年生で早くも試合に出場している。決勝戦は長崎県立島原商業高等学校と対戦し、1対1で引き分け、両校優勝となった。国立競技場を経験した事について「自分を大きく成長させてくれた場所である」と語っている。
同期に岩本三郎、井出俊哉1学年下に飯島寿久、礒貝洋光、島根聡一、本田泰人、森山泰行、2学年下に遠藤雅大（昌浩）、池田伸康、保坂信之、浅沼達也がいる。
東海大学を経て、1991年に日本サッカーリーグ2部に所属していたNTT関東サッカー部へ加入し 2シーズンを過ごす。Jリーグの開幕にあわせ、即戦力の大型MF として浦和レッドダイヤモンズへ移籍するが、トリビソンノの代役 としてディフェンダーでの起用で6試合出場にとどまり1シーズンで退団した。その後は、ジャパンフットボールリーグに所属していた富士通や水戸ホーリーホックでプレーを続け、更にはシンガポールのクレメンティ・カルサでもプレーした。
現在は水戸啓明高等学校のサッカー部監督。第92回全国高等学校サッカー選手権大会では、監督として全国16強(3回戦進出)の成績を残している。

## 所属クラブ
- 帝京高等学校
- 東海大学
- 1991 - 1992 NTT関東
- 1993 浦和レッドダイヤモンズ
- 1994-1996 富士通/富士通川崎
- 1997-1998 水戸ホーリーホック
- クレメンティ・カルサ（シンガポール）

## 個人成績
| 国内大会個人成績 | 国内大会個人成績 | 国内大会個人成績 | 国内大会個人成績 | 国内大会個人成績 | 国内大会個人成績 | 国内大会個人成績 | 国内大会個人成績 | 国内大会個人成績 | 国内大会個人成績 | 国内大会個人成績 | 国内大会個人成績 |
| 年度             | クラブ           | 背番号           | リーグ           | リーグ戦         | リーグ戦         | リーグ杯         | リーグ杯         | オープン杯       | オープン杯       | 期間通算         | 期間通算         |
| 年度             | クラブ           | 背番号           | リーグ           | 出場             | 得点             | 出場             | 得点             | 出場             | 得点             | 出場             | 得点             |
| 日本             | 日本             | 日本             | 日本             | リーグ戦         | リーグ戦         | JSL杯/Jリーグ杯  | JSL杯/Jリーグ杯  | 天皇杯           | 天皇杯           | 通算             | 通算             |
| ---------------- | ---------------- | ---------------- | ---------------- | ---------------- | ---------------- | ---------------- | ---------------- | ---------------- | ---------------- | ---------------- | ---------------- |
| 1991-92          | NTT関東          | 16               | JSL2部           | 27               | 2                | 1                | 0                | -                | -                | 28               | 2                |
| 1992             | NTT関東          |                  | 旧J2             | 11               | 1                | -                | -                | -                | -                | 11               | 1                |
| 1993             | 浦和             | -                | J                | 6                | 0                | 0                | 0                | 0                | 0                | 6                | 0                |
| 1994             | 富士通           |                  | 旧JFL            | 18               | 0                | -                | -                | -                | -                | 18               | 0                |
| 1995             | 富士通           |                  | 旧JFL            | 30               | 1                | -                | -                | 1                | 0                | 31               | 1                |
| 1996             | 富士通           |                  | 旧JFL            | 25               | 3                | -                | -                | 4                | 1                | 29               | 4                |
| 1997             | 水戸             |                  | 旧JFL            | 27               | 0                | -                | -                | 2                | 0                | 29               | 0                |
| 1998             | 水戸             |                  | 旧JFL            | 22               | 0                | -                | -                | 2                | 0                | 24               | 0                |
| 通算             | 日本             | 日本             | Jリーグ          | 6                | 0                | 0                | 0                | 0                | 0                | 6                | 0                |
| 通算             | 日本             | 日本             | JSL2部           | 27               | 2                | 1                | 0                | -                | -                | 28               | 2                |
| 通算             | 日本             | 日本             | 旧JFL            | 122              | 4                | -                | -                | 9                | 1                | 131              | 5                |
| 通算             | 日本             | 日本             | 旧JFL2部         | 11               | 1                | -                | -                | -                | -                | 11               | 1                |
| 総通算           | 総通算           | 総通算           | 総通算           | 166              | 7                | 1                | 0                | 9                | 1                | 176              | 8                |

1991、1992、1994年は天皇杯予選敗退(記録不明)。
出場歴
- Jリーグ初出場：1993年6月16日 サントリーシリーズ第10節 対名古屋戦（瑞穂球）
- JSL（2部）初出場：1991年9月8日 第1節 対読売ジュニオール戦（NTT千葉総合運動場）
- JSL（2部）初得点：1992年1月19日 第16節 対京都紫光クラブ戦（NTT千葉総合運動場）